# Oliver Glasner
Oliver Glasner (sinh ngày 28 tháng 8 năm 1974) là một huấn luyện viên bóng đá chuyên nghiệp và cựu cầu thủ bóng đá người Áo. Ông hiện đang là huấn luyện viên của câu lạc bộ Crystal Palace tại Premier League.
Glasner là một cựu hậu vệ chuyên nghiệp và dành hầu hết sự nghiệp cầu thủ chuyên nghiệp của mình cho câu lạc bộ SV Ried và giành Cúp bóng đá Áo với câu lạc bộ vào các năm 1998 và 2011. Sau khi giải nghệ, Glasner làm trợ lý huấn luyện viên tại Red Bull Salzburg và huấn luyện viên tạm quyền cho FC Liefering trước khi trở lại Ried với tư cách là huấn luyện viên vào năm 2014. Sau đó, ông đã dành bốn mùa giải làm huấn luyện viên của câu lạc bộ cũ LASK, giúp câu lạc bộ giành quyền thăng hạng lên giải đấu hàng đầu của Áo và giúp câu lạc bộ kết thúc chung cuộc ở vị trí á quân trong mùa giải cuối cùng của mình.
Năm 2019, Glasner được bổ nhiệm làm huấn luyện viên của câu lạc bộ VfL Wolfsburg tại Bundesliga và ông đã giúp câu lạc bộ giành quyền tham dự các giải đấu cấp câu lạc bộ châu Âu trong cả hai mùa giải gắn bó với câu lạc bộ. Sau đó, ông được bổ nhiệm làm huấn luyện viên của Eintracht Frankfurt. Trong suốt thời gian cầm quyền Eintracht Frankfurt, ông đã giành chức vô địch UEFA Europa League trong mùa giải đầu tiên cũng như dẫn dắt câu lạc bộ tham dự vòng đấu loại trực tiếp Champions League và trận chung kết DFB-Pokal trong mùa giải thứ hai và cuối cùng của mình. Năm 2024, ông được bổ nhiệm làm huấn luyện viên của câu lạc bộ Crystal Palace tại Premier League.

## Sự nghiệp cầu thủ

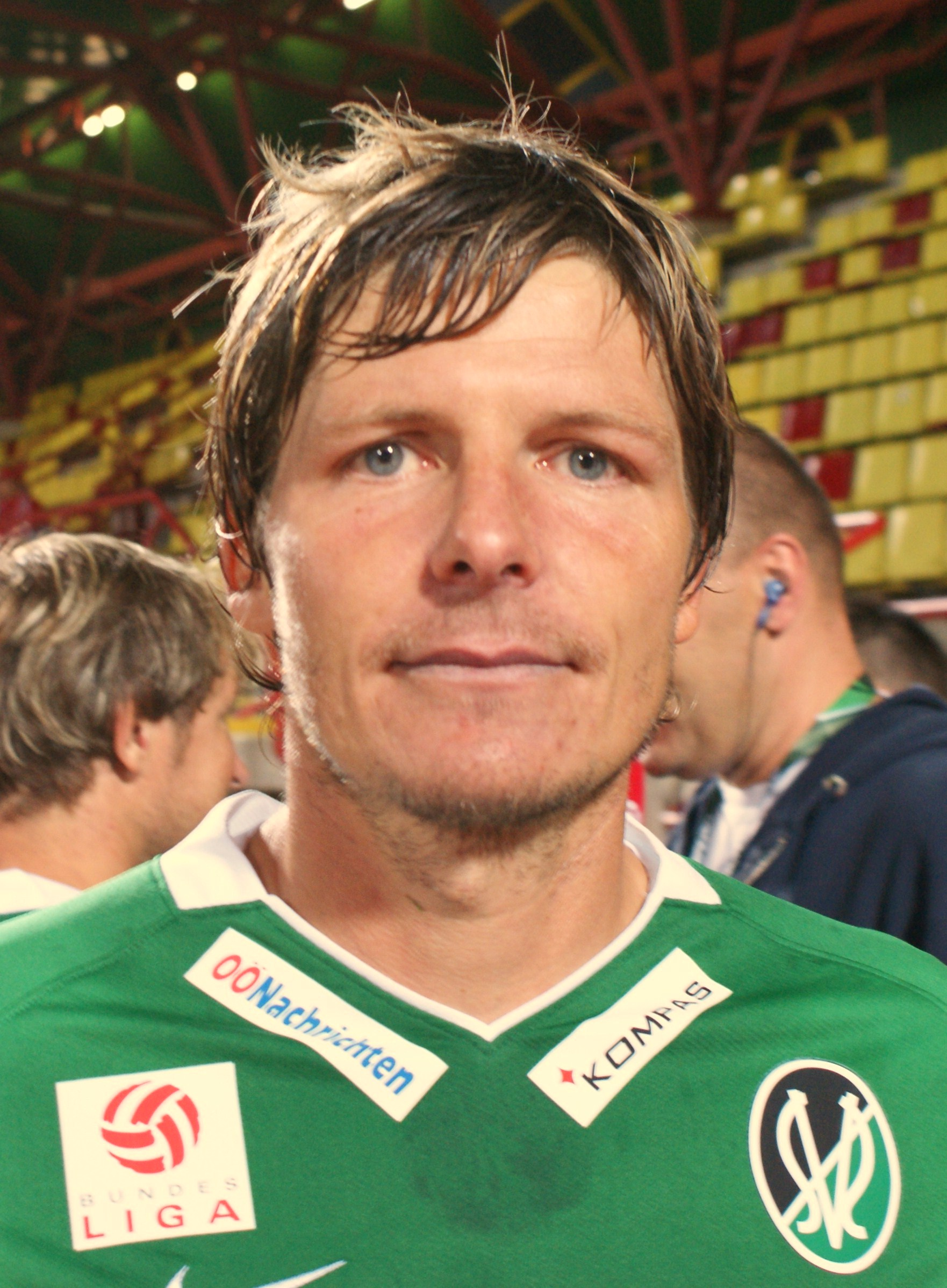
Glasner trong màu áo SV Ried với tư cách là cầu thủ

Glasner khởi đầu sự nghiệp bóng đá của mình trong màu áo đội trẻ SV Riedau từ Thượng Áo (tiếng Đức: Oberösterreich). Năm 1992, ông chuyển đến câu lạc bộ SV Ried, câu lạc bộ đang thi đấu tại Giải hạng nhất Áo (2. Liga) vào thời điểm đó.
Ông cùng SV Ried giành quyền thăng hạng lên Bundesliga và chơi trận ra mắt tại giải vô địch quốc gia hàng đầu Áo vào năm 1995. Ba năm sau, vào mùa giải 1997–98, ông giành chức vô địch Cúp bóng đá Áo (tiếng Đức: ÖFB-Cup) cùng SV Ried. Sau khi Ried xuống hạng, ông chuyển đến câu lạc bộ LASK ở Linz vào mùa giải 2003–04 dưới dạng cho mượn. Trong mùa giải 2004–25, ông quay trở lại SV Ried vào mùa giải tiếp theo. Năm 2005, ông cùng SV Ried trở lại giải vô địch quốc gia Áo và vào mùa giải 2010–11, ông giành Cúp bóng đá Áo lần thứ hai cùng SV Ried. Năm 2008, Glasner đứng thứ năm trong cuộc bầu chọn Cầu thủ xuất sắc nhất năm của Áo (tiếng Đức: Österreichs Fußballer des Jahres).
Vào ngày 31 tháng 7 năm 2011, ông đã bị chấn động vùng đầu trong một pha tranh chấp tay đôi trong trận đấu giữa Ried và Rapid Wien. Tuy nhiên, ông đã đồng hành cùng đội của mình tham gia trận lượt về vòng loại thứ ba Europa League với Brøndby. Thế nhưng, ông gặp phải một cơn xuất huyết não trong trận đấu đó và được đi phẫu thuật ngay tức thì. Glasner đã sống sót sau ca phẫu thuật nhưng buộc phải từ giã sự nghiệp của mình theo lời khuyên của các bác sĩ vào ngày 23 tháng 8 năm 2011, ở tuổi 36.
Ông đã ra sân tổng cộng 519 lần và ghi 27 bàn cho các câu lạc bộ SV Ried và LASK tại các giải vô địch quốc gia trong sự nghiệp của mình. Ông cũng từng ra sân 9 lần cho đội tuyển U-21 Áo từ năm 1993 cho đến năm 1995.

## Sự nghiệp huấn luyện viên

### Những năm đầu tiên

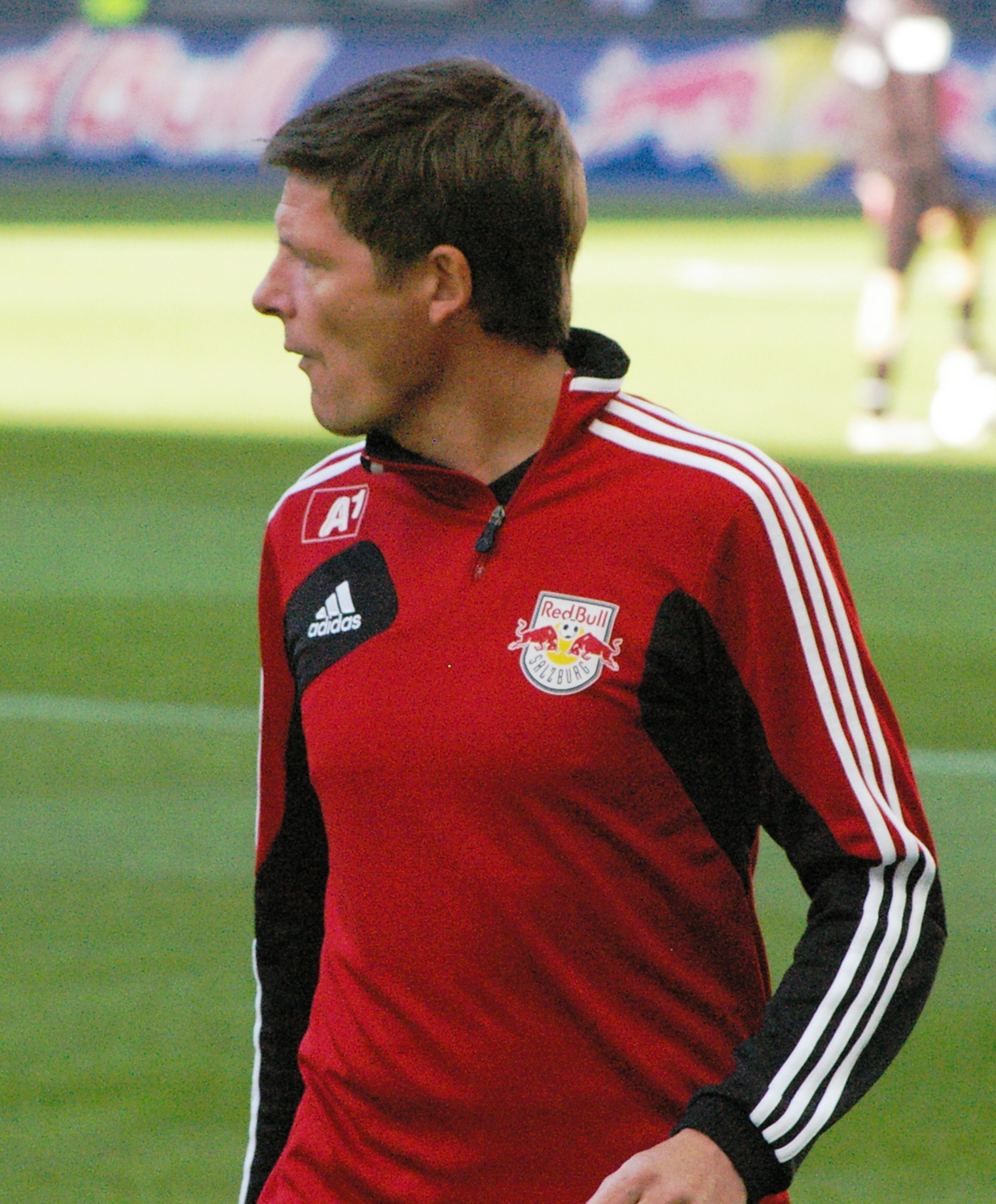
Glasner với tư cách là trợ lý huấn luyện viên của Red Bull Salzburg vào năm 2012

Năm 2006, Glasner hoàn thành bằng thạc sĩ quản trị kinh doanh (tiếng Đức: Diplomkaufmann/Diplom-Kaufmann) tại Đại học Hagen. Ông được mời làm trợ lý huấn luyện viên tại SV Ried vào năm 2012, nhưng Peter Vogl, khi đó là chủ tịch danh dự của SV Ried và giám đốc điều hành của Red Bull Salzburg, đã thuê Glasner làm trợ lý quản lý kiêm điều phối viên thể thao. Glasner đã yêu cầu Ralf Rangnick trao cơ hội trong công tác huấn luyện. Vào tháng 7 năm 2012, ông trở thành trợ lý huấn luyện viên cho Roger Schmidt trong đội một. Sau hai năm thành công tại Salzburg với tư cách là nhà vô địch Áo, Glasner đã không theo Schmidt đến câu lạc bộ Đức Bayer Leverkusen ở Bundesliga, mà thay vào đó được bổ nhiệm làm huấn luyện viên tại câu lạc bộ cũ SV Ried cho mùa giải 2014–15. Ông bắt đầu thời gian cầm quân câu lạc bộ với hai chiến thắng, một chiến thắng 3–2 trước Parndorf ở vòng đầu tiên của Cúp bóng đá Áo vào ngày 11 tháng 7 năm 2014 và một chiến thắng 3–1 trước Wiener Neustädter trong trận đấu tại giải VĐQG vào ngày 19 tháng 7.

### LASK

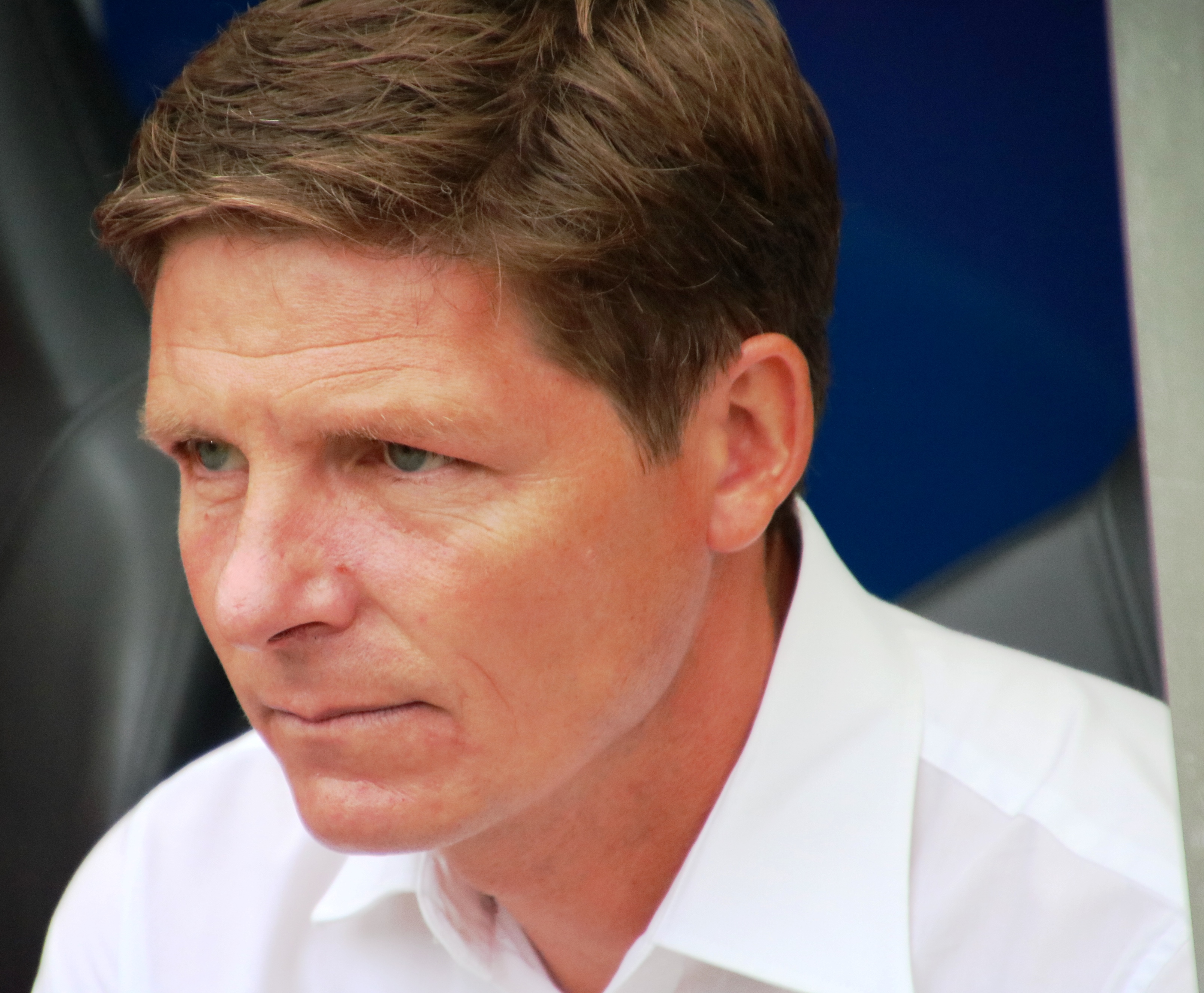
Glasner trên cuơng vị huấn luyện viên câu lạc bộ LASK

Glasner gia nhập LASK vào mùa giải 2015–16 với tư cách là giám đốc thể thao kiêm huấn luyện viên. Trong suốt thời gian cầm quyền câu lạc bộ, ông đã cùng phó chủ tịch Jürgen Werner thiết lập một đội bóng với phong cách chơi không nhầm lẫn. LASK đã thăng hạng lên giải vô địch quốc gia hàng đầu trong mùa giải thứ hai của Glasner. Trong mùa giải 2017–18 sau đó, LASK kết thúc Giải bóng đá vô địch quốc gia Áo chung cuộc ở vị trí thứ tư và giành được một suất vào vòng loại thứ ba Europa League 2018–19. Đội đã giành quyền tham gia đấu trường châu Âu lần đầu tiên kể từ năm 2000. Trong mùa giải 2018–19, LASK kết thúc ở vị trí thứ hai, chỉ sau nhà vô địch Red Bull Salzburg, và giành quyền tham dự vòng loại thứ ba UEFA Champions League. Sau những thành công của mình với LASK, Jörg Schmadtke đã thuê Glasner làm huấn luyện viên VfL Wolfsburg tại Bundesliga Đức. Valérien Ismaël gia nhập LASK với tư cách là người thay thế ông.

### VfL Wolfsburg
Glasner gia nhập VfL Wolfsburg năm 2019 với tư cách là huấn luyện viên mới của câu lạc bộ sau những thành công tại LASK. Ông thay thế huấn luyện viên tiền nhiệm Bruno Labbadia. Trong mùa giải đầu tiên tại Wolfsburg, ông đã giúp câu lạc bộ giành quyền tham dự Europa League sau khi cán đích ở vị trí thứ 7 tại Bundesliga. Glasner cũng dẫn dắt đội lọt vào vòng 16 đội Europa League, nơi họ thua 5–1 chung cuộc trước Shakhtar Donetsk. Trong mùa giải 2020–21, Wolfsburg cán đích ở vị trí thứ tư tại Bundesliga và do đó giành quyền tham dự UEFA Champions League. Glasner rời Wolfsburg sau hai mùa giải mặc dù ông đã giúp câu lạc bộ giành quyền tham dự Champions League vì mối quan hệ không tốt đẹp với giám đốc thể thao Jörg Schmadtke và một số cầu thủ bao gồm đội trưởng câu lạc bộ Josuha Guilavogui, người đã nói rằng anh vui khi ông đã rời đi. Mark van Bommel đã gia nhập để kế nhiệm Glasner.

### Crystal Palace
Vào ngày 19 tháng 2 năm 2024, Glasner được bổ nhiệm làm huấn luyện viên của câu lạc bộ Premier League Crystal Palace, ký hợp đồng đến hết mùa giải 2025–26. Ông thay thế Roy Hodgson, người đã từ chức trên cương vị huấn luyện viên cùng ngày. Ông không chỉ đạo trận hòa 1–1 với Everton vào ngày hôm đó do Crystal Palace được cầm quân bởi huấn luyện viên tạm quyền Paddy McCarthy. Thay vào đó, ông theo dõi trận đấu đó từ khán đài Goodison Park cùng với chủ tịch Steve Parish.

## Thống kê sự nghiệp huấn luyện
Tính đến 1 tháng 9 năm 2024
| Đội                 | Từ                  | Đến                 | Thống kê | Thống kê | Thống kê | Thống kê | Thống kê | Thống kê | Thống kê | Thống kê | Nguồn  |
| Đội                 | Từ                  | Đến                 | Trận     | T        | H        | B        | BT       | BB       | HSBT     | % thắng  | Nguồn  |
| ------------------- | ------------------- | ------------------- | -------- | -------- | -------- | -------- | -------- | -------- | -------- | -------- | ------ |
| FC Liefering        | 2 tháng 10 năm 2012 | 8 tháng 10 năm 2012 | 1        | 1        | 0        | 0        | 4        | 0        | +4       | 100,00   | [ 26 ] |
| SV Ried             | 12 tháng 5 năm 2014 | 25 tháng 5 năm 2015 | 37       | 13       | 7        | 17       | 52       | 54       | −2       | 035,14   | [ 27 ] |
| LASK Linz           | 1 tháng 7 năm 2015  | 1 tháng 7 năm 2019  | 161      | 94       | 32       | 35       | 308      | 173      | +135     | 058,39   | [ 28 ] |
| VfL Wolfsburg       | 1 tháng 7 năm 2019  | 30 tháng 6 năm 2021 | 87       | 41       | 22       | 24       | 146      | 110      | +36      | 047,13   | [ 29 ] |
| Eintracht Frankfurt | 1 tháng 7 năm 2021  | 30 tháng 6 năm 2023 | 97       | 38       | 30       | 29       | 145      | 137      | +8       | 039,18   | [ 30 ] |
| Crystal Palace      | 19 tháng 2 năm 2024 | nay                 | 17       | 8        | 4        | 5        | 35       | 19       | +16      | 047,06   | [ 31 ] |
| Tổng cộng sự nghiệp | Tổng cộng sự nghiệp | Tổng cộng sự nghiệp | 400      | 195      | 95       | 110      | 690      | 493      | +197     | 048,75   | —      |

## Danh hiệu

### Câu lạc bộ
SV Ried
- Cúp bóng đá Áo: 1997–98,[32] 2010–11[33]

### Huấn luyện viên
Eintracht Frankfurt
- UEFA Europa League: 2021–22[34]
- Á quân DFB-Pokal: 2022–23